# Coppa delle Coppe 1978-1979 (hockey su pista)
La Coppa delle Coppe 1978-1979 è stata la 3ª edizione dell'omonima competizione europea di hockey su pista riservata alle squadre di club. Il torneo ha avuto inizio il 14 aprile e si è concluso il 14 luglio 1979. Il titolo è stato conquistato dai portoghesi dell'Oeiras per la terza volta nella loro storia sconfiggendo in finale gli spagnoli del Voltregà.

## Squadre partecipanti
| Nazione        | Club         | Città                    | Qualificazione                      |
| -------------- | ------------ | ------------------------ | ----------------------------------- |
| Belgio         | Rolta        | Lovanio                  | 2º nel campionato belga 1978        |
| Francia        | Coutras      | Coutras                  | 2º nel campione francese 1978       |
| Germania Ovest | Iserlohn     | Iserlohn                 | 2º nel campionato tedesco 1978      |
| Italia         | Amatori Lodi | Lodi                     | Detentore Coppa Italia 1978         |
| Paesi Bassi    | Residentie   | L'Aia                    | 2º in 1ª Klasse 1978                |
| Portogallo     | Benfica      | Lisbona                  | Detentore Coppa del Portogallo 1978 |
| Portogallo     | Oeiras       | Oeiras                   | Detentore Coppa delle Coppe         |
| Spagna         | Voltregà     | Sant Hipòlit de Voltregà | Finalista Coppa del Re 1978         |
| Svizzera       | Montreux     | Montreux                 | Detentore Coppa di Svizzera 1978    |

## Risultati

### Primo turno
| Squadra 1    | Totale | Squadra 2 | Andata | Ritorno |
| ------------ | ------ | --------- | ------ | ------- |
| Amatori Lodi | 6 - 4  | Iserlohn  | 4 - 4  | 2 - 0   |

### Quarti di finale
| Squadra 1    | Totale      | Squadra 2  | Andata | Ritorno |
| ------------ | ----------- | ---------- | ------ | ------- |
| Amatori Lodi | 12 - 3      | Coutras    | 8 - 1  | 4 - 2   |
| Oeiras       | 7 - 7 (gfc) | Benfica    | 3 - 1  | 4 - 6   |
| Rolta        | 10 - 14     | Residentie | 4 - 4  | 6 - 10  |
| Voltregà     | 14 - 2      | Montreux   | 6 - 2  | 8 - 0   |

### Semifinali
| Squadra 1    | Totale | Squadra 2  | Andata | Ritorno |
| ------------ | ------ | ---------- | ------ | ------- |
| Amatori Lodi | 6 - 9  | Oeiras     | 5 - 5  | 1 - 4   |
| Voltregà     | 7 - 5  | Residentie | 5 - 2  | 2 - 3   |

### Finale
| Squadra 1 | Totale | Squadra 2 | Andata | Ritorno |
| --------- | ------ | --------- | ------ | ------- |
| Oeiras    | 13 - 7 | Voltregà  | 10 - 1 | 3 - 6   |

#### Andata
| Oeiras 7 luglio 1979 | Oeiras | 10 – 1 | Voltregà |  |

#### Ritorno
| Sant Hipòlit de Voltregà 14 luglio 1979 | Voltregà | 6 – 3 | Oeiras |  |